# 小石河水库
小石河水库是中国吉林省延边朝鲜族自治州敦化市境内的一座水库，位于牡丹江支流小石河上，建于1973年。水库正常库容为1186万立方米，集雨面积为117平方千米，海拔为48.26米。